# Rakovo, Martin
Rakovo este o comună slovacă, aflată în districtul Martin din regiunea Žilina. Localitatea se află la altitudinea de 432 m deasupra n.m., se întinde pe o suprafață de 5,41 km2 și în 2017 număra 364 de locuitori. Se învecinează cu comuna Príbovce.

## Istoric
Localitatea Rakovo este atestată documentar din 1244.

## Demografie
| An:                | 1994 | 2004    | 2014   | 2024    |
| ------------------ | ---- | ------- | ------ | ------- |
| Număr de persoane: | 242  | 317     | 333    | 398     |
| Diferență:         |      | +30,99% | +5,04% | +19,51% |

| An:                | 2023 | 2024   |
| ------------------ | ---- | ------ |
| Număr de persoane: | 385  | 398    |
| Diferență:         |      | +3,37% |